# Neobatrachus wilsmorei
Neobatrachus wilsmorei är en groddjursart som först beskrevs av Parker 1940.  Neobatrachus wilsmorei ingår i släktet Neobatrachus och familjen Limnodynastidae. IUCN kategoriserar arten globalt som livskraftig. Inga underarter finns listade i Catalogue of Life.